# 全国中等学校優勝野球台湾大会

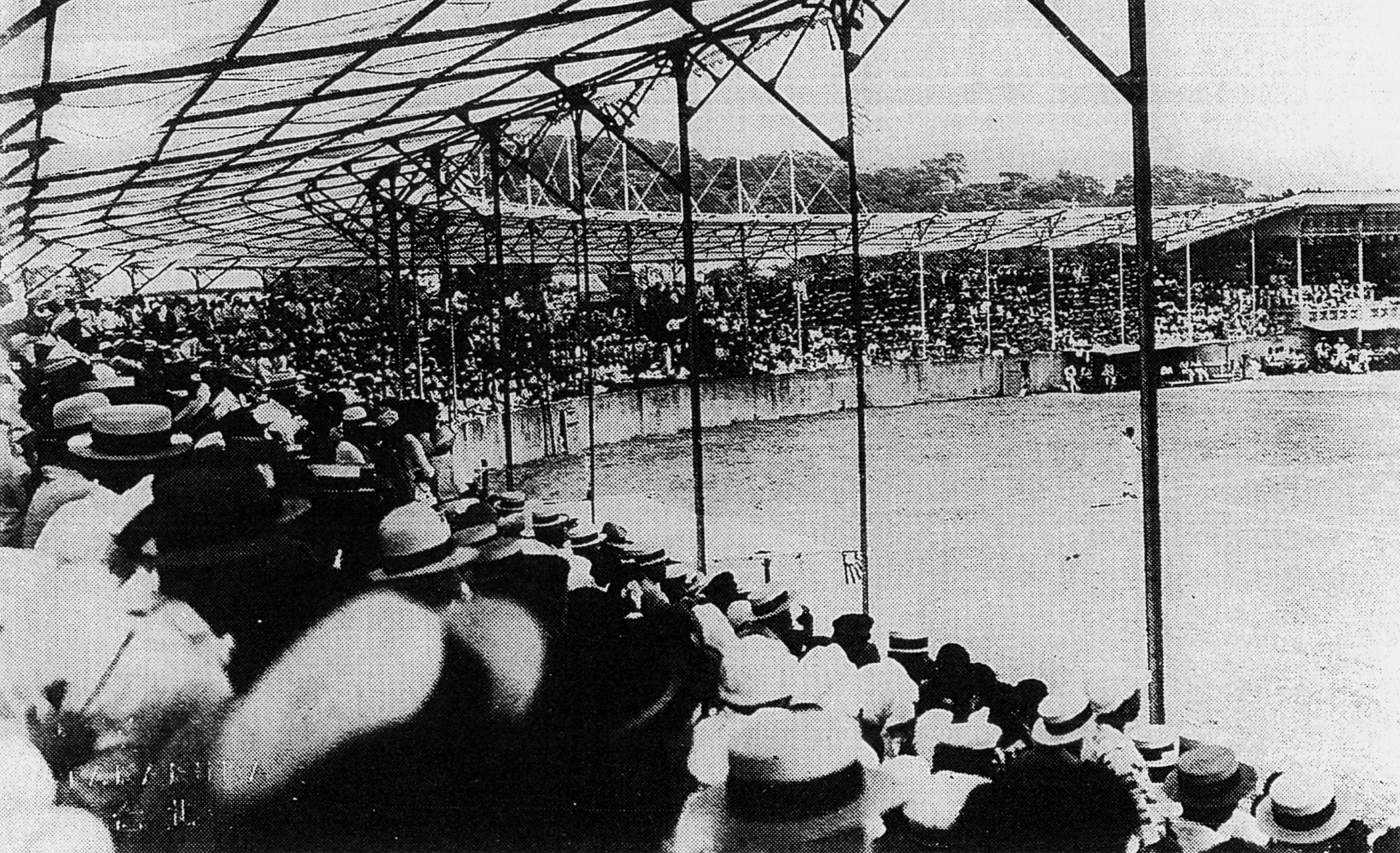
1931年の台湾大会決勝（円山球場）

全国中等学校優勝野球台湾大会（ぜんこくちゅうとうがっこうゆうしょうやきゅうたいわんたいかい）は、1923年から1941年まで台湾に所在する中等学校を対象に行われていた全国中等学校優勝野球大会の地方大会。

## 概要

### 使用されていた球場
- 台北市円山球場（円山運動場）

## 沿革
- 1923年　初開催。
- 1941年　嘉義中が優勝するも戦争激化のため全国大会は中止。
- 1942年 - 1945年　開催されず。その後、日本の敗戦により大会廃止。

## 歴代代表校
| 年度                 | 参加校 | 代表校（出場回数）       | 決勝スコア | 準優勝校   | 全国大会      |
| -------------------- | ------ | ------------------------ | ---------- | ---------- | ------------- |
| 1923年（第9回大会）  | 4校    | 台北一中（初出場）       | 12-7       | 台南一中   | 1回戦         |
| 1924年（第10回大会） | 4校    | 台北商（初出場）         | 7-6        | 台北一中   | 2回戦         |
| 1925年（第11回大会） | 4校    | 台北工（初出場）         | 10-4       | 台南一中   | 1回戦         |
| 1926年（第12回大会） | 6校    | 台北商（2年ぶり2回目）   | 6-5        | 台北一中   | 2回戦（初戦） |
| 1927年（第13回大会） | 6校    | 台北商（2年連続3回目）   | 11-4       | 台南一中   | 2回戦（初戦） |
| 1928年（第14回大会） | 7校    | 台北工（3年ぶり2回目）   | 10-3       | 台北一中   | ベスト8       |
| 1929年（第15回大会） | 7校    | 台北一中（6年ぶり2回目） | 7-1        | 台北工     | ベスト4       |
| 1930年（第16回大会） | 8校    | 台北一中（2年連続3回目） | 8-1        | 台北商     | 2回戦（初戦） |
| 1931年（第17回大会） | 11校   | 嘉義農林（初出場）       | 11-10      | 台北商     | 準優勝        |
| 1932年（第18回大会） | 12校   | 台北工（4年ぶり3回目）   | 10-0 5x-4  | 高雄中     | 2回戦（初戦） |
| 1933年（第19回大会） | 11校   | 嘉義農林（2年ぶり2回目） | 9-1        | 台南一中   | 2回戦（初戦） |
| 1934年（第20回大会） | 12校   | 台北商（7年ぶり4回目）   | リーグ戦   | 嘉義農林   | 1回戦         |
| 1935年（第21回大会） | 12校   | 嘉義農林（2年ぶり3回目） | リーグ戦   | 台北商     | ベスト8       |
| 1936年（第22回大会） | 12校   | 嘉義農林（2年連続4回目） | リーグ戦   | 台北一中   | 2回戦         |
| 1937年（第23回大会） | 10校   | 嘉義中（初出場）         | 7-6        | 台北商     | ベスト8       |
| 1938年（第24回大会） | 11校   | 台北一中（8年ぶり4回目） | 5-2        | 嘉義農林   | 1回戦         |
| 1939年（第25回大会） | 13校   | 嘉義中（2年ぶり2回目）   | 4-0        | 嘉義農林   | 1回戦         |
| 1940年（第26回大会） | 13校   | 台北一中（2年ぶり5回目） | 2x-1       | 嘉義中     | 2回戦（初戦） |
| 1941年（第27回大会） | 12校   | 嘉義中（出場なし）       | 8-0        | 台北二師範 | （中止）      |

- 1932年の決勝は3戦2勝制（先に2勝したチームの優勝）
- 1942年の全国中等学校野球大会には、台北工が出場した。

## 台湾代表による甲子園決勝進出記録
- 準優勝校
  - 1931年 第17回大会 - 台南州立嘉義農林学校